# مشاع 5 غز أباد (غرمسار كرمان)
مشاع 5 غز أباد (بالإنجليزية: Masha-ye 5 Gazabad)‏ هي منطقة سكنية تقع في إيران في قسم غرمسار الریفي. يقدر عدد سكانها بـ 68 نسمة .